# Cañada de la Yerbabuena
Cañada de la Yerbabuena är en ort i Mexiko.   Den ligger i kommunen Copándaro och delstaten Michoacán de Ocampo, i den södra delen av landet, 220 km väster om huvudstaden Mexico City. Cañada de la Yerbabuena ligger 1 959 meter över havet och antalet invånare är 562.
Terrängen runt Cañada de la Yerbabuena är kuperad åt sydväst, men åt nordost är den platt. Runt Cañada de la Yerbabuena är det ganska tätbefolkat, med 179 invånare per kvadratkilometer. Närmaste större samhälle är Morelia, 18,6 km söder om Cañada de la Yerbabuena. I omgivningarna runt Cañada de la Yerbabuena växer huvudsakligen savannskog.